# Grou-de-capuz
O grou-de-capuz (Grus monacha) é uma grande ave da família Gruidae nativa da Ásia Oriental e que é uma espécie migradora frequente no Japão.

## Conservação
A população estimada da espécie é de 11.600 indivíduos. As principais ameaças à sua sobrevivência são a perda de zonas húmidas e a degradação das suas áreas de invernada na China e na Coreia do Sul, como resultado de drenagens para fins de desenvolvimento e da construção de barragens. Desde 2008 que são realizadas actividades de conservação. Universidades, ONGs e comunidades locais estão trabalhando em conjunto para tornas as zonas de invernada melhores e mais segurs.